# Mariápolis
Mariápolis este un oraș în São Paulo (SP), Brazilia.